# 波爾克縣 (愛阿華州)
波爾克縣（英語：Polk County）是美国艾奥瓦州的一個郡，面積2,352平方公里。根據2020年美國人口普查，共有49萬2,401人。縣治得梅因也是州府所在。